# Massimo Adolfo Vitale
Massimo Adolfo Vitale (Torino, 13 novembre 1885 – Civitavecchia, 5 maggio 1968) è stato uno storico, romanziere e colonnello italiano, nel dopoguerra si impegnò a fondo nella ricerca di informazioni sugli ebrei deportati.

## Biografia
Figlio di Giuseppe Yosef Vitale e Sara Nina Levi, si laureò in giurisprudenza, prestò servizio come militare nell'arma della cavalleria. Fu comandante della squadra aerea durante la guerra di Libia. Inoltre partecipò dal giugno 1916 alla Prima guerra mondiale nella 26ª Squadriglia della 3ª Armata (Regio Esercito) ed ottenne una medaglia d'argento al valor militare e una croce al merito di guerra. Tra il 1919 e il 1922 continuò la sua attività nell'aeronautica, in Eritrea, in Somalia e poi in Libia. In Libia creò il corpo dei meharisti del quale fu anche comandante. Nel 1929 divenne funzionario dell'amministrazione coloniale italiana. Si trasferì nel febbraio del 1938 in Libia e fu nominato da Carlo Pini vice prefetto di Derna in Cirenaica. Nel 1938 si trasferì in Inghilterra, Francia e infine Marocco, dove prestò servizio per le forze alleate. Nel marzo 1939 fu costretto ad abbandonare il servizio a causa delle leggi razziali; ritornò al servizio solo nel 1944, grazie all'approvazione della legge 9 del 2 gennaio 1944 che prevedeva la riammissione in servizio dei funzionari dell'amministrazione di Stato di religione ebraica.
Nell'autunno del 1944 rientrò in Italia per prestare servizio presso il Ministero dell'Africa italiana e fu messo a capo dell'Ufficio mostre ed esposizioni e a dirigere il Museo dell'Africa italiana.
Nel 1945, al suo ritorno a Roma dopo la liberazione, gli fu affidata la presidenza del Comitato Ricerche Deportati Ebrei (CRDE). Il Commissario governativo dell’UCII (oggi UCEI), Giuseppe Nathan, chiese a Vitale di indagare sul destino degli ebrei deportati. A capo del CRDE cercò di intrattenere rapporti con enti pubblici e privati, per la documentazione probatoria sugli arresti e le deportazioni.
Nel 1947 il presidente dell’UCII, Raffaele Cantoni, incaricò Vitale di scrivere un libro sugli ebrei in Italia fra il settembre 1943 e l’aprile 1945. Le sue ricerche furono molto importanti e condussero alla redazione delle liste delle vittime degli ebrei italiani e di quelli deportati dalle Isole egee.
Dopo l'incarico presso il Centro di documentazione ebraica contemporanea, nel 1955 diventò membro del consiglio del CDEC in qualità di rappresentante dell'UCII. 
Massimo Adolfo Vitale morì a Civitavecchia nell’aprile del 1968.